# Velbastaður
Velbastaður es un pueblo del municipio de Tórshavn (Islas Feroe). Se localiza en la costa occidental de Streymoy, a 5 km al norte de Kirkjubøur. En 2012 cuenta con 219 habitantes.
Velbastaður se nombra por primera vez en un documento escrito en 1584, pero la localidad probablemente es más antigua. Su iglesia, de construcción típica en madera, data de 1837. Actualmente viven en el pueblo algunas familias procedentes de la ciudad de Tórshavn. 
Velbastaður formó parte del municipio de Kirkjubøur hasta 2005, cuando éste se fusionó con el municipio de Tórshavn. Eclesiásticamente, Velbastaður pertenece a la congregación de Kirkjubøur.